# 첫 키스만 50번째 (영화)
《첫 키스만 50번째》(일본어: 50回目のファースト・キス)는 2018년 6월 1일 개봉된 일본의 로맨틱 코미디 영화이다. 동명의 2004년 할리우드 영화를 리메이크했다. 주연은 야마다 타카유키, 나가사와 마사미. 감독과 각본은 후쿠다 유이치.

## 시놉시스
바람둥이 남자와 단기기억상실증에 걸린 여자가 매일 새롭게 사랑에 빠지는 이야기를 그린다.

## 출연
- 유우게 다이스케 : 야마다 다카유키

오아후 섬의 투어 가이드 천문학 연구원.  플레이 보이.
- 후지시마 류이 : 나가사와 마사미

나무와의 충돌 사고로 기억을 잃어 버린 여자.
- 우라 야마자키 : 무로 츠요시

다이스케의 친구.
- 아지카타 카즈히코 : 카츠야

다이스케의 아르바이트 상사.
- 후지시마 신타로 : 나가노 타이가

류이의 동생.  누나를 헌신적으로 지원한다.
- 타카토 스미레 : 야마자키 히로나

다이스케의 동료.  다이스케를 짝사랑한다.
- 나토리 의사 : 오와다 신야

류이의 주치의.
- 후지시마 켄타 : 사토 지로

류이의 아버지.
- 수 : Myhraliza G.Aala

카페 〈KENEKE'S GRILL〉 점원.  류이의 어머니의 가장 친한 친구였다.
- 닉 : Blake "Brutus" La Benz

카페 〈KENEKE'S GRILL〉 셰프.

## 스태프
- 원작 : 《첫 키스만 50번째》 (감독 : 피터 시걸 / 각본 : 조지 윙)
- 감독·각본 : 후쿠다 유이치
- 음악 : 세가 에이지
- 주제가 : 히라이 켄 - 〈전해지지 않으니까 (トドカナイカラ)〉 (아리오라 재팬)
- 프로듀서 : 이토 히비키, 키타지마 나오아키, 마츠하시 신조
- 촬영 : 쿠도 테츠야, 스즈키 야스유키
- 편집 : 쿠리야가와 준
- 조명 : 후지타 타카미치
- 미술 : 엔도 요시토
- 조감독 : 이데가미 타쿠야, 마츠 다이스케
- 제작 스튜디오 : Plus D, 닛폰 TV 방송망
- 배급 : 소니 픽처스 엔터테인먼트 재팬
- 수입 배급 : (주)영화사 그램

## 텔레비전 방송
2019년 10월 18일 금요일 (21:00 - 22 : 54) NTV 〈금요 SHOW!〉로 지상파 첫 방송 되었다.